# جیم مک‌الموری
جیم مک‌الموری (انگلیسی: Jim McElmury؛ زادهٔ ۳ اکتبر ۱۹۴۹) بازیکن هاکی روی یخ اهل ایالات متحده آمریکا است.